# Emílio Póvoa
Emílio Póvoa é uma invasão localizada na região norte de Goiânia, capital do estado de Goiás, próximo ao rio Meia-Ponte. Está entre as sete favelas da cidade, e é uma área de risco.